# The Maze Runner
The Maze Runner (El corredor del laberinto en España y Maze Runner: Correr o morir en Hispanoamérica), es una novela distópica escrita por el autor estadounidense James Dashner, como primer libro de la trilogía homónima. Fue publicado en octubre de 2009 por Delacorte Press, división de Random House Mondadori. La novela se centra especialmente en Thomas, un adolescente que un día despierta en un área verde en la que habitan otros jóvenes de su edad ubicada en el centro de un laberinto, y no consigue recordar más que su nombre; con el pasar del tiempo, tendrá que aprender a convivir con los demás habitantes e irá desentrañando los misterios de cómo llegaron hasta allí. El libro obtuvo reseñas favorables por parte de los críticos, quienes alabaron la atmósfera y el suspense del argumento. Igualmente, ganó numerosos reconocimientos, incluyendo la etiqueta de best-seller.

## Sinopsis
Al despertar dentro de una oscura caja en movimiento, Thomas solo recuerda su nombre. No sabe quién es. Tampoco hacia dónde va. Pero no está solo: cuando el ascensor llega a su destino, las puertas se abren y se ve rodeado por un grupo de jóvenes (todos varones).
El Glade (el Claro en España, el Área en Hispanoamérica) es un espacio abierto cercado por muros gigantescos llenos de vegetación. Al igual que Thomas, ninguno de ellos sabe cómo ha llegado allí, ni porqué. De lo que están seguros es de que cada mañana las puertas de piedra que los separan del laberinto que los rodea se abren y por la noche, se cierran. Y que cada mes alguien nuevo es entregado por el ascensor.
Un hecho altera de forma radical la rutina del lugar: días después de la llegada de Thomas llega una chica, la primera enviada al Glade, y más sorprendente todavía es el mensaje que trae. Thomas será más importante de lo que imagina. Pero para eso deberá descubrir los sombríos secretos guardados en su mente. Por alguna razón, sabe que para lograrlo debe correr. Correr será la clave, o morirá.

## Personajes
- Thomas: el protagonista principal de la historia. Es un adolescente que despierta en un ascensor que lo lleva al Área, sin recuerdo de su vida pasada. Luego de su llegada, comienzan a suceder muchos acontecimientos extraños, sintiéndose responsable de la mayoría. No tolera a Gally.

- Teresa: Última en llegar al Claro/Área, tiene una extraña conexión telepática con Thomas, todos sospechan de sus intenciones.
- Alby: es el líder y uno de los chicos mayores del Área, chico de piel oscura, pelo corto y carácter fuerte. Fue el primero en llegar al área en el grupo grande.
- Chuck: el mejor amigo de Thomas en el Área. Era el habitante más nuevo hasta que Thomas llegó. Era de los más jóvenes, con 13 años.
- Minho: el keeper (guardián en España, Encargado en Hispanoamérica) de los corredores, encargados de explorar el Laberinto. Junto a Thomas y Alby logran sobrevivir una noche en el laberinto. Es uno de los mejores amigos de Thomas.
- Newt: segundo al mando en el Área. Solía ser un corredor hasta que abandonó debido a una lesión en la pierna. Es uno de los mejores amigos de Thomas.
- Gally: el keeper de los constructores, tiene un obvio rencor hacia Thomas. Ha pasado por la «transformación» y dice haber visto a Thomas en ella.
- Ben: Habitante del Área, sufre la transformación y luego es desterrado por atacar a Thomas.
- Frypan (Fritanga en España, Sartén en Hispanoamérica): es el cocinero y el keeper de la cocina.
- Winston: el Encargado de los carniceros en Hispanoamérica y el guardián de los cortadores en España.

### Criaturas del laberinto
- Grievers: laceradores (en España) o penitentes (en Latinoamérica), son monstruos que aparecen en el Laberinto por las noches y ocasionalmente en el día. Tratan de matar a los habitantes del Área. Han sido creados por CRUEL ―‘'Catástrofe y Ruina Universal: Experimento Letal’' (en Hispanoamérica) o ‘Catástrofe Radical: Unidad de Experimentos Letales’ (en España)―.
- Cuchillas Escarabajo: son criaturas metálicas que espían a los habitantes dentro y fuera del Clero/Área. Llevan el nombre de la empresa CRUEL escrito.

## Adaptación cinematográfica
En 2013, 20th Century Fox adquirió los derechos del libro y en septiembre de 2014 estrenó la adaptación cinematográfica homónima dirigida por el canadiense Wes Ball. Algunos de los actores incluidos fueron Dylan O'Brien como Thomas, Kaya Scodelario como Teresa, Thomas Brodie-Sangster como Newt, Will Poulter como Gally y Ki Hong Lee como Minho. El filme tuvo una recepción crítica media; en Metacritic, sitio recopilador de reseñas profesionales, acumuló un total de 56 puntos sobre 100 sobre la base de 34 críticas recopiladas, lo cual representa «reseñas variadas o medias». Varios críticos compararon la trama y la historia con El señor de las moscas (1990), Los juegos del hambre (2012) y Divergente (2014); aunque además de ello, alabaron la actuación, la atmósfera y el suspenso. Por otra parte, comercialmente resultó ser un éxito en taquilla, al recaudar más de 339 millones de dólares mundialmente, lo que es diez veces su presupuesto.